# Conspiración de los magnates

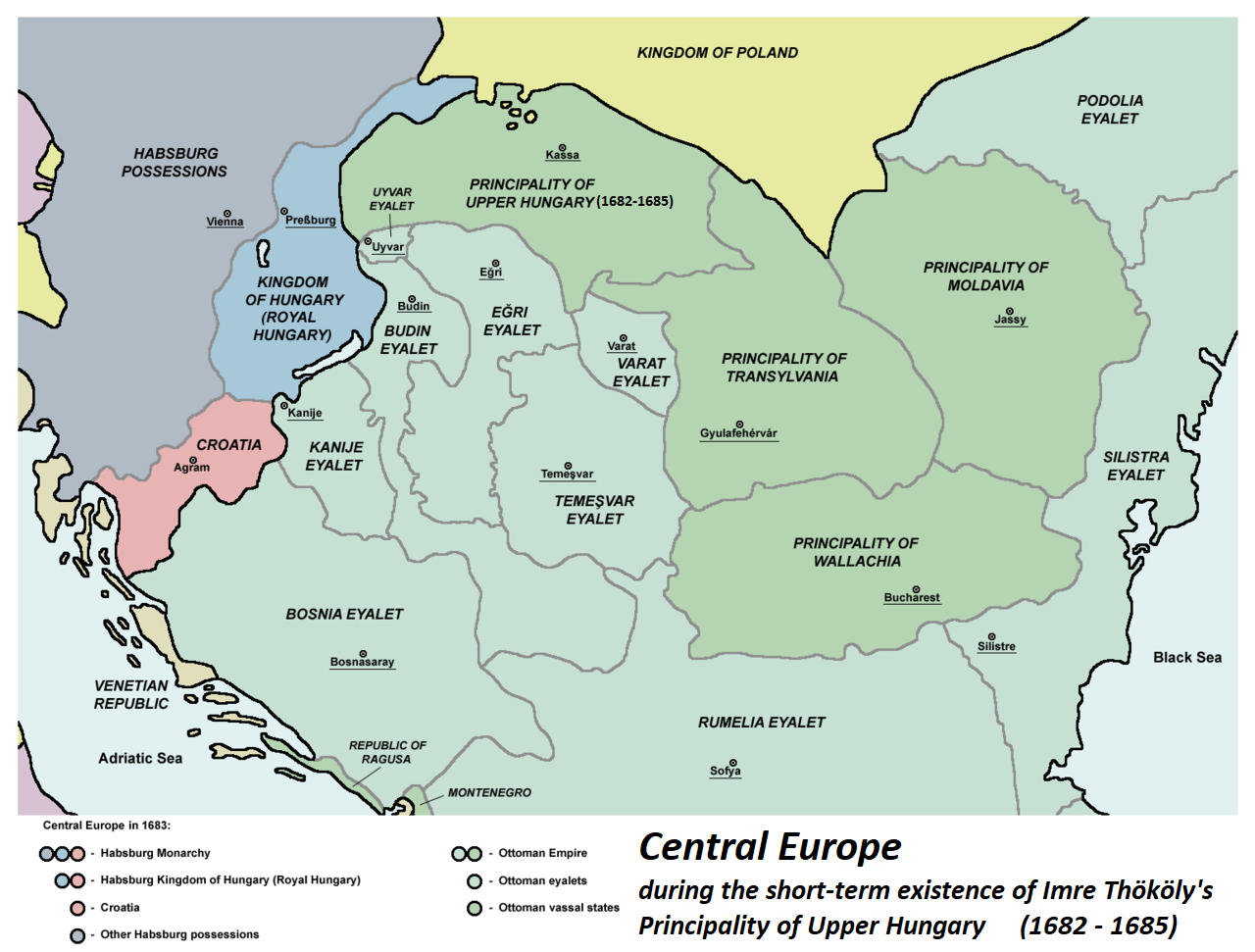
Mapa de Europacentral durante la conspiración de los magnates

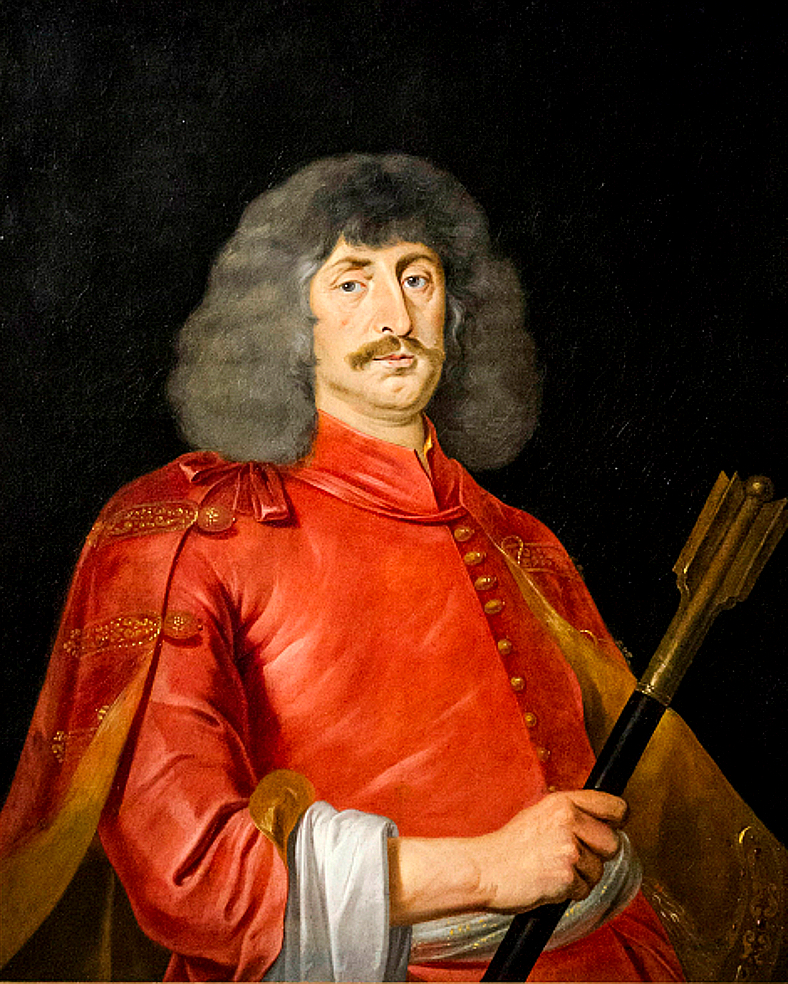
Nikola Zrinski

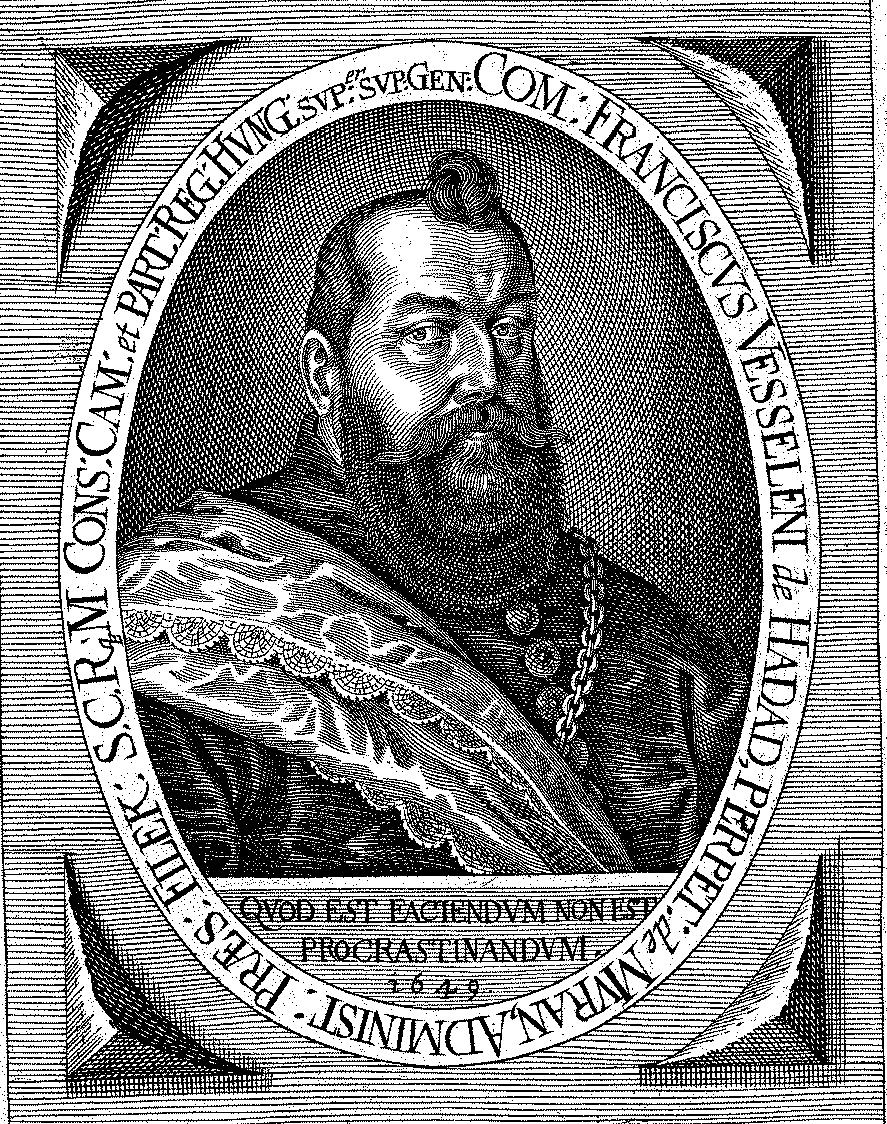
Francisco Wesselényi

La conspiración de los magnates, también conocida como la conspiración de Zrinski-Frangipani (Frankopan) (en croata: Zrinsko-frankopanska urota) en Croacia, y la conspiración de Wesselényi (en húngaro: Wesselényi-összeesküvés) en Hungría, fue un intento del siglo XVII para deshacerse de la Monarquía de los Habsburgo y otras influencias extranjeras en Hungría y Croacia. El intento de golpe fue provocado por la impopular Paz de Vasvár, alcanzada en 1664 entre Leopoldo I, emperador del Sacro Imperio Romano, y el Imperio otomano. El intento de revuelta, mal organizado, dio a los Habsburgo motivos para reprimir a sus oponentes. Se llamó así por el conde húngaro Francisco Wesselényi, y por los condes croatas, los hermanos Nikola Zrinski y Petar Zrinski y el cuñado de Petar Fran Krsto Frankopan.
En la segunda mitad del siglo XVII, Viena estaba interesada en centralizar la administración del Estado para poder introducir una política económica coherente de mercantilismo y así sentar las bases de una monarquía absoluta. El principal obstáculo en ese camino era la independencia de los magnates. Nikola y Petar Zrinski y su socio Fran Krsto Frankapan se resistieron a la política de Viena y se enfadaron por su indulgencia hacia los otomanos. Los Habsburgo prestaban más atención a sus objetivos europeos y menos a liberar a Croacia y Hungría de los otomanos.

## Causas
La expansión del Imperio otomano en Europa comenzó a mediados del siglo XIV, lo que llevó a un enfrentamiento tanto con Serbia como con el Imperio bizantino y culminó con la derrota de ambas naciones en, respectivamente, la batalla de Kosovo (1389) y la caída de Constantinopla (1453). La política expansionista acabó por ponerlos en conflicto con los Habsburgo en varias ocasiones durante los siglos XVI y XVII. Después de la batalla de Mohács de 1526, la parte central del Reino de Hungría fue conquistada; a finales del siglo XVI, se dividió en lo que se conoce como el Tripartito: la Hungría Real gobernada por los Habsburgo al norte, el pashaluk gobernado por los otomanos al sur, y Transilvania al este. Los partidarios de los Habsburgo lucharon contra los partidarios de los otomanos en una serie de guerras civiles y guerras de independencia.
En septiembre de 1656, el estancamiento entre las dos grandes potencias de Europa del Este comenzó a cambiar cuando la sultán otomano Mehmed IV con la ayuda de su Gran Visir Köprülü Mehmed Pasha se dedicó a reformar el ejército otomano y a prepararlo para un conflicto mayor. Los cambios hicieron posible que el sultán invadiera y conquistara las zonas húngaras en posesión de Transilvania en mayo de 1660. Las batallas que siguieron mataron a los gobernante de Transilvania Jorge Rákóczi II. Tras una victoria bastante fácil allí, los otomanos dirigieron su gran ejército hacia partes de la Hungría Real.
La invasión del Estado de Transilvania y del territorio de los Habsburgo alteró el equilibrio en la región.
El Gran Maestre de los Caballeros Teutónicos, que habían sido expulsados de Transilvania en 1225 y desde entonces habían sido puestos bajo la soberanía del papa en Roma y ya no estaban bajo la soberanía de la  Santa Corona de Hungría, a diferencia de antes de 1225, intentó a partir de 1660 involucrarse en el mando supremo de la Frontera Militar, pero la organización de la Frontera Militar no era tan evidente como parecía y era un secreto protegido.
Estos movimientos atrajeron a las fuerzas de los Habsburgo bajo el mando de Leopoldo I. Aunque inicialmente era reacio a comprometer fuerzas y provocar una guerra abierta entre los Habsburgo y los otomanos, en 1661 había enviado a unos 15 000 de sus soldados bajo su mariscal de campo Raimondo Montecuccoli. A pesar de la intervención, la invasión otomana de Hungría no había disminuido. Como respuesta, en 1662 Montecuccoli había recibido otros 15 000 soldados y había tomado posiciones en Hungría. A esta fuerza se sumó un ejército de nativos croatas y húngaros dirigidos por el noble croata Nikola Zrinski. Montecuccoli contó además con el apoyo adicional de  alemán gracias a las gestiones diplomáticas del magnate húngaro Francisco Wesselényi, que llegaron a ser muy importantes, sobre todo porque parecía que Hungría sin los Habsburgo, quizás con la ayuda de Francia, tenía su propia diplomacia en Roma.
En 1662, la Orden del Toisón de Oro mostró una alianza de los Caballeros Teutónicos y Wesselényi como ingenuo porque se hizo miembro de la orden del Toisón de Oro aunque ninguna de las dos órdenes estaba bajo la soberanía de la Santa Corona de Hungría. Eso empezó la conspiración de los magnates porque en Hungría y Croacia también había órdenes de caballería y algunas órdenes extranjeras, como la Orden del Toisón de Oro, que prohibían a los miembros no reales ser miembros en otras órdenes de caballería. Eso parecía muy difícil, especialmente durante una guerra en Hungría o en Croacia.

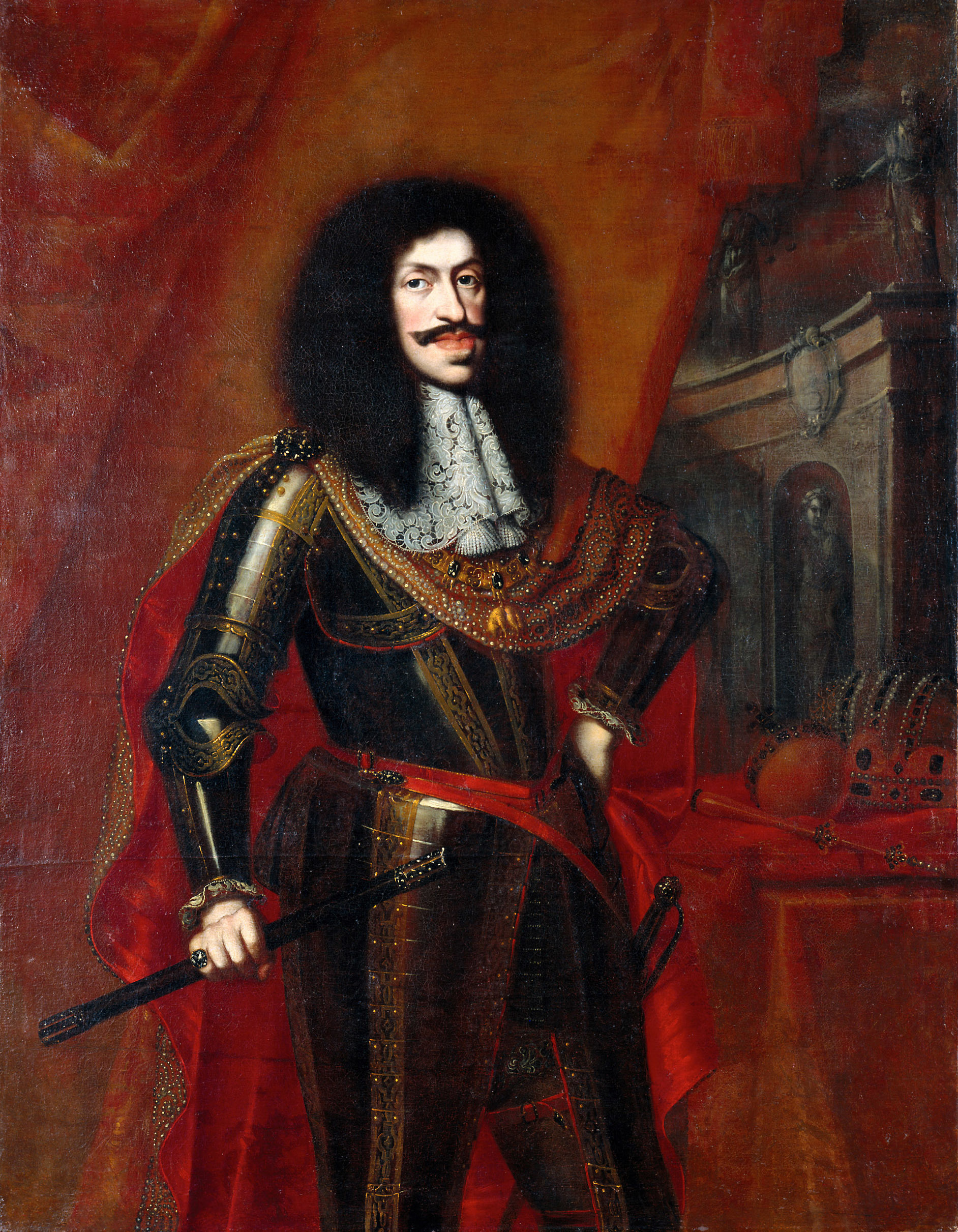
Leopoldo I, emperador del Sacro Imperio Romano Germánico y archiduque de Austria desde 1657-1705

A finales de 1663 y principios de 1664, la coalición no sólo había recuperado las tierras conquistadas por los otomanos, sino que también había cortado las líneas de suministro otomanas y capturado varias fortalezas otomanas en Hungría. Mientras tanto, un gran ejército otomano, dirigido por el Gran Visir Köprülü Fazıl Ahmed Pasha y que contaba con hasta 100 000 hombres, se desplazaba desde Constantinopla hacia el noroeste. En junio de 1664, atacó el castillo de Novi Zrin en el condado de Međimurje (norte de Croacia) y lo conquistó después de un mes de asedio de Novi Zrin (1664). Sin embargo, el 1 de agosto de 1664, los ejércitos combinados de Alemania, Francia, Hungría y los Habsburgo obtuvieron una victoria decisiva contra los otomanos en la batalla de San Gotardo.
Tras este enfrentamiento, muchos húngaros supusieron que las fuerzas combinadas continuarían su ofensiva para eliminar a todos los otomanos de las tierras húngaras. Sin embargo, Leopoldo estaba más preocupado por los acontecimientos que se desarrollaban en la  España de los Habsburgo y el conflicto en ciernes que llegaría a conocerse como la guerra de sucesión española. Leopoldo no veía la necesidad de seguir combatiendo en su frente oriental cuando podía devolver el equilibrio a la región y concentrarse en el potencial conflicto con Francia por los derechos al trono español. Además, los otomanos podrían haber comprometido más tropas en un año, y una lucha prolongada con los otomanos era arriesgada para Leopoldo. Para acabar rápidamente con la cuestión otomana, firmó lo que se conoce como la Paz de Vasvár.
A pesar de la victoria común, el tratado fue en gran medida una ganancia para los otomanos. Su texto, que enardeció a los nobles húngaros, establecía que los Habsburgo reconocerían a Miguel Apafi I, controlado por los otomanos, como gobernante de Transilvania y que Leopoldo pagaría 200 000 florines alemanes a los otomanos cada año por la promesa de una tregua de 20 años. Mientras Leopoldo podía concentrarse en los asuntos de España, los húngaros seguían divididos entre dos imperios. Además, muchos magnates húngaros se quedaron con la sensación de que los Habsburgo les habían dejado de lado en su única oportunidad de independencia y seguridad frente a los avances otomanos. En respuesta, varios nobles decidieron que eliminarían físicamente la influencia extranjera de Hungría.

## Desarrollo

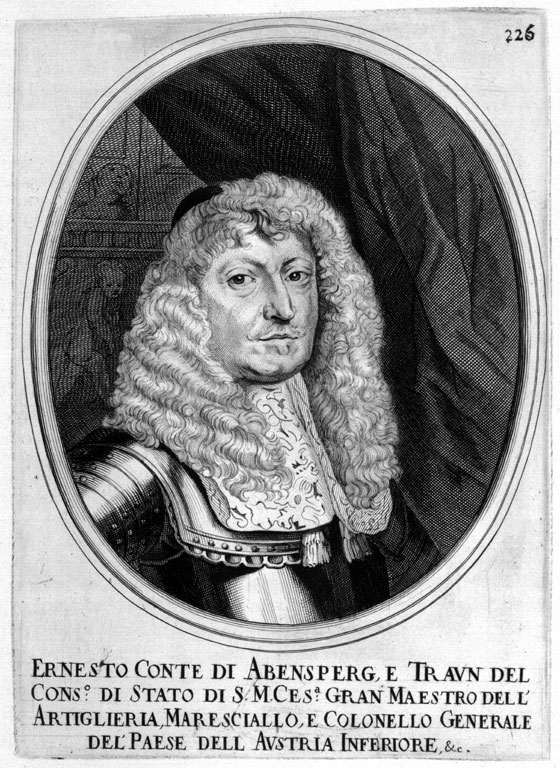
El militar más influyente de Austria, cuyo hijo estaba casado con la sobrina de Fran Krsto Frankopan, murió en 1668.

Uno de los principales líderes de la conspiración era Nikola Zrinski, el croata ban que había dirigido las fuerzas nativas junto al comandante de los Habsburgo Montecuccoli. Para entonces, Zrinski había comenzado a planear una Hungría libre de influencias externas y con una población protegida por el Estado en lugar de utilizada por él. Esperaba crear un ejército unido con el apoyo de Croacia y Transilvania para liberar a Hungría. Sin embargo, murió a los pocos meses durante una lucha con un jabalí en un viaje de caza; esto dejó la revuelta en manos del hermano menor de Nikola Zrinski Petar así como de Francisco Wesselényi.
Los conspiradores esperaban obtener ayuda extranjera en sus intentos de liberar Hungría e incluso derrocar a los Habsburgo. Los conspiradores entablaron negociaciones secretas con varias naciones, entre ellas Francia, Suecia, la Mancomunidad Polaco-Lituana y la República de Venecia, en un intento de obtener apoyo. Wesselényi y sus compañeros magnates incluso hicieron propuestas a los otomanos ofreciendo toda Hungría a cambio de una apariencia de autogobierno tras la destitución de los Habsburgo, pero ningún estado quiso intervenir. El sultán, al igual que Leopoldo, no tenía ningún interés en que se reanudara el conflicto; de hecho, su corte informó a Leopoldo de los intentos de los conspiradores en 1666.
Aunque las advertencias de la corte del sultán cimentaron el asunto, Leopoldo ya sospechaba de la conspiración. Los austriacos tenían informantes dentro del grupo de nobles y habían oído de varias fuentes sus amplios y casi desesperados intentos de obtener ayuda extranjera y nacional. Sin embargo, no se adoptó ninguna medida porque los conspiradores habían hecho poca fuerza y estaban obligados a no actuar. Leopoldo parece haber considerado sus acciones como meros planes a medias que nunca fueron realmente serios. Los conspiradores inventaron una serie de complots que nunca llevaron a cabo, como el de noviembre de 1667 para secuestrar al emperador Leopoldo, que no llegó a materializarse, y el militar más influyente de Austria, que estaba familiarmente relacionado con Fran Krsto Frankopan, murió poco después en 1668. Si no fue un accidente, sino que fue causado por autores desconocidos, fue quizás una intriga contra los chivos expiatorios Zrinski y Frangipani (Frankopan). A algunos no les interesaba que los soldados alemanes en el extranjero fueran conducidos a guerras de religión después de la guerra de los Treinta Años. (1618-1648). Katarina Zrinska viajó a París y habló con Luis XIV.
Tras un nuevo intento fallido de obtener ayuda extranjera del pachá de Buda, Zrinski y varios otros conspiradores se entregaron. Sin embargo, Leopoldo se contentó con concederles la libertad para conseguir el apoyo del pueblo húngaro. No se tomó ninguna medida hasta 1670, cuando los conspiradores restantes comenzaron a hacer circular panfletos que incitaban a la violencia contra el Emperador y pedían la invasión del Imperio otomano. También llamaban a la sublevación de la minoría protestante dentro de la Hungría Real. Cuando los ideales de la conspiración comenzaron a ganar cierto apoyo dentro de Hungría, la reacción oficial fue rápida.

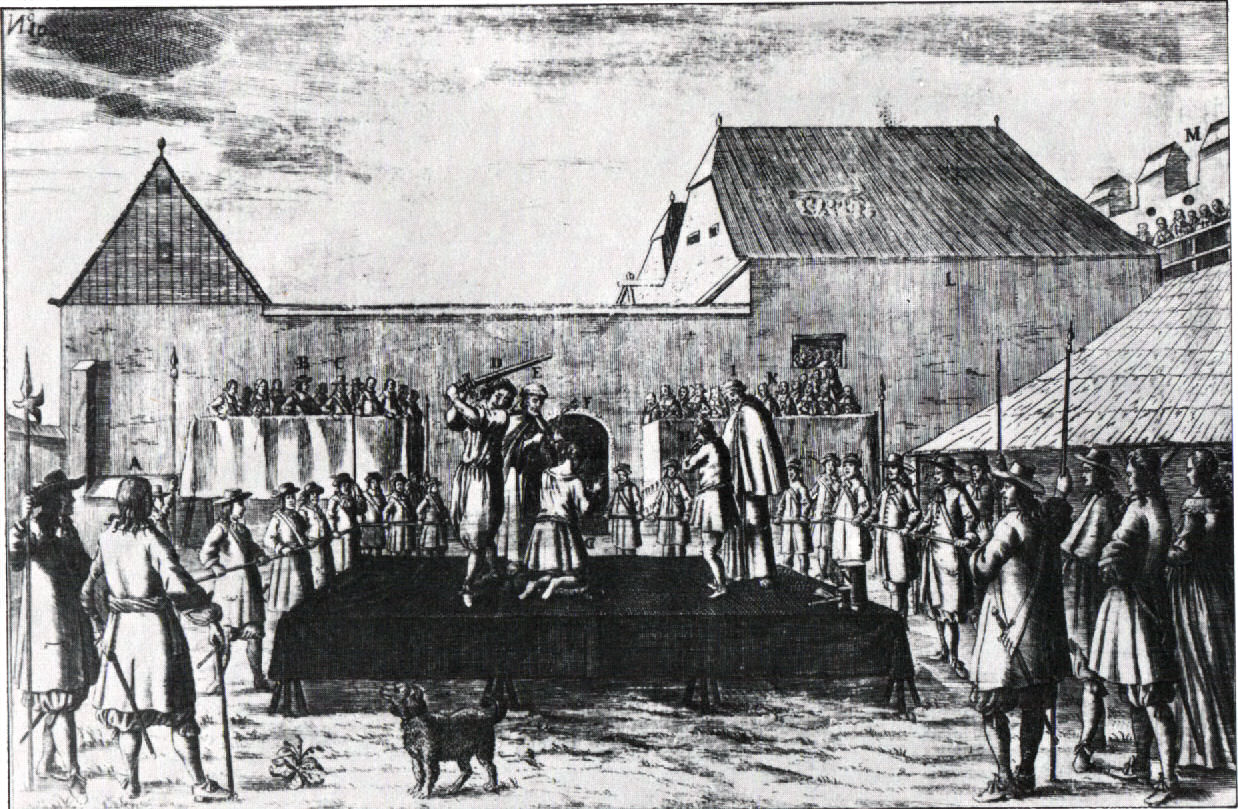
Decapitación de Zrinski and Frankopan en Wiener Neustadt.

En marzo de 1671, los líderes del grupo, incluyendo a Petar Zrinski, Fran Krsto Frankopan y Franz III. Nádasdy, fueron arrestados y ejecutados; unos 2000 nobles fueron arrestados como parte de una represión masiva (muchos de los nobles menores no habían participado en los eventos, pero Leopoldo pretendía prevenir revueltas similares en el futuro).
También se persiguió a los plebeyos húngaros y croatas, ya que los soldados de los Habsburgo entraron y aseguraron la región. Las iglesias protestantes fueron quemadas hasta los cimientos como muestra de fuerza contra cualquier levantamiento. Leopoldo ordenó la suspensión de todas las  leyes orgánicas húngaras en represalia por la conspiración. Ese gesto provocó el fin del autogobierno que nominalmente se había concedido a la Hungría Real, que se mantuvo sin cambios durante los siguientes 10 años. En Croacia, donde Petar Zrinski había sido ban de Croacia (virrey) durante la conspiración, no habría ningún nuevo ban de origen croata durante los siguientes 60 años.

## Consecuencias
Petar Zrinski y Fran Krsto Frankopan (Francesco Cristoforo Frangipani) fueron ordenados a la Corte del Emperador. La nota decía que, como habían cesado su rebelión y se habían arrepentido pronto, el Emperador les concedería clemencia si la pedían. Fueron arrestados nada más llegar a Viena y juzgados. Fueron detenidos en Wiener Neustadt y decapitados el 30 de abril de 1671. Nádasdy fue ejecutado el mismo día, y Tattenbach fue ejecutado más tarde, el 1 de diciembre de 1671.
En aquella época, la nobleza gozaba de algunos privilegios que los plebeyos no tenían. Uno de ellos era el derecho a ser juzgado por un tribunal reunido de pares. Los conspiradores fueron juzgados primero por la asamblea de la corte del emperador. Tras el veredicto, solicitaron sus derechos como nobles. Se reunió otro tribunal de la nobleza de zonas del imperio alejadas de Croacia o Hungría, que aceptó el veredicto anterior (de muerte). El veredicto de Petar Zrinski decía: «cometió los mayores pecados que los demás al aspirar a obtener la misma posición que su majestad, es decir, ser un gobernante croata independiente y, por lo tanto, merece ser coronado no con una corona, sino con una espada ensangrentada».
Durante el juicio y después de la ejecución, las fincas de las familias reales fueron saqueadas y sus familias dispersadas. La destrucción de estas poderosas familias feudales hizo que no se produjera ningún acontecimiento similar hasta la era burguesa. La esposa de Petar (Katarina Zrinska) y dos de sus hijas murieron en conventos, y su hijo, Ivan, murió enloquecido tras un terrible encarcelamiento y tortura, al igual que Katarina, el símbolo mismo del destino de Croacia. Publicó la última carta de su marido a ella. Fue una motivación para terminar la guerra con los otomanos. Necesitó poco tiempo interesante hasta el Tratado de Karlowitz 1699.
Los huesos de Zrinski y Frankopan (Frangipani) permanecieron en Austria durante 248 años, y sólo tras la caída de la monarquía sus restos fueron trasladados a la cripta de la catedral de Zagreb.

### Legado en Hungría
Para combatir la percepción de que los protestantes de Hungría eran una amenaza contra la Iglesia católica en sus tierras, Leopoldo ordenó unas 60 000 conversiones forzadas en los dos primeros años de sus represalias por la conspiración. Además, se cerraron 800 iglesias protestantes. En 1675, 41  pastores protestantes fueron ejecutados públicamente tras ser declarados culpables de incitar a los disturbios y revueltas.
Los huesos de Zrinski y Frankopan permanecerían en Austria durante 248 años, y sólo tras la caída de la monarquía sus restos fueron trasladados a la cripta de la Catedral de Zagreb. La Casa de Keglević, presidida por Tom Keglević armó a los súbditos de su casa y se convirtió en el terror de Estiria y de los comerciantes alemanes que llegaban a esta región. Por ello, el emperador lo invitó a una audiencia real en Laxenburg, cerca de Viena. Tom Keglević acudió allí con su banda de 200 hombres fuertemente armados, por lo que el propio emperador se asustó y no lo reprendió, sino que lo despidió con las palabras "mejórate". Atraparon a los patos del lago del parque y se los comieron. El gran maestre de los caballeros teutones el conde palatino Francisco Luis de Neoburgo dirigió la reorganización de la orden de los caballeros teutones y luchó contra el Reino de Prusia. La Orden del Toisón de Oro se dividió en una rama española y otra austriaca.

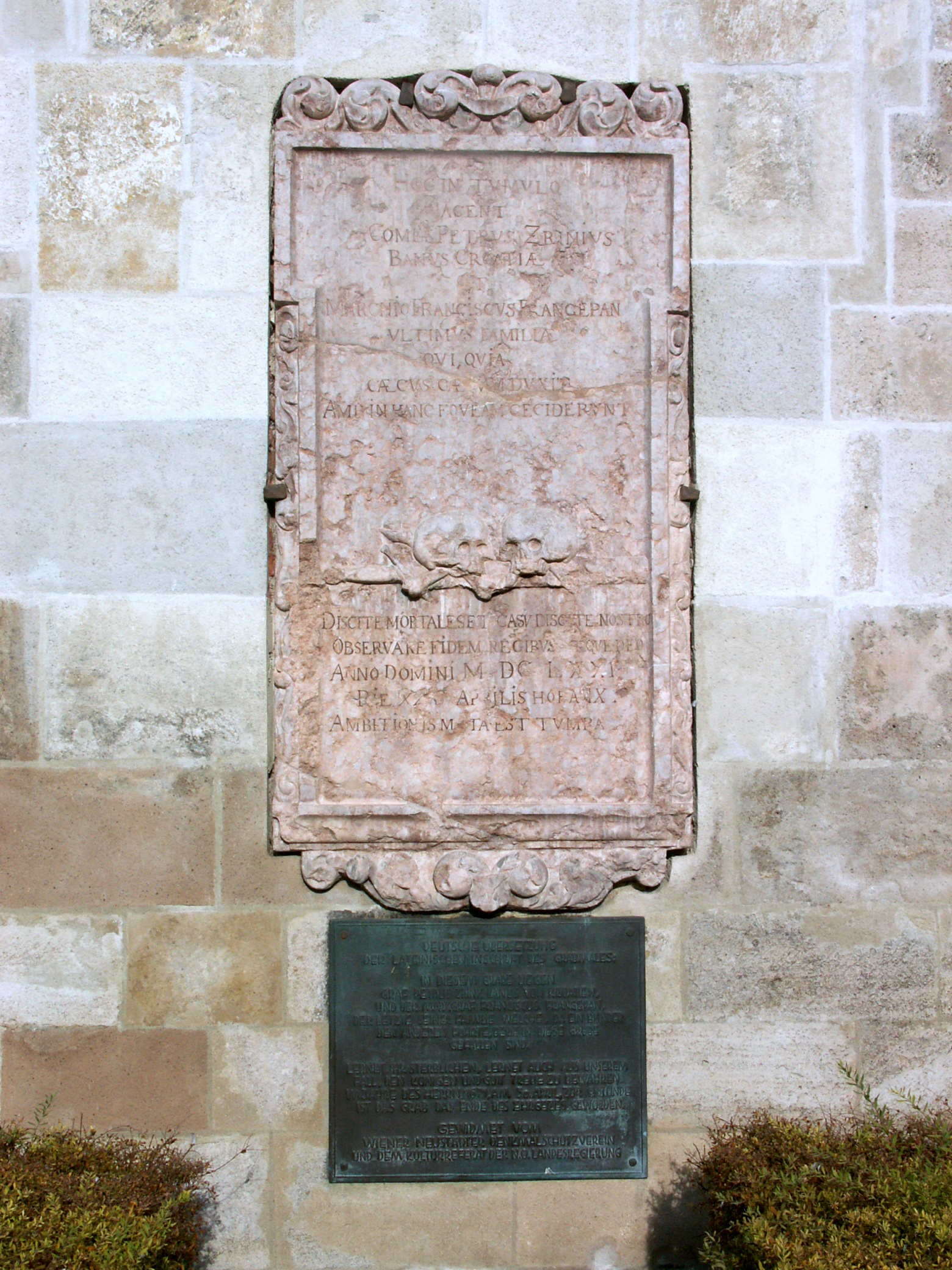
Lápida de Zrinski-Frankopan en la Catedral de Wiener Neustadt

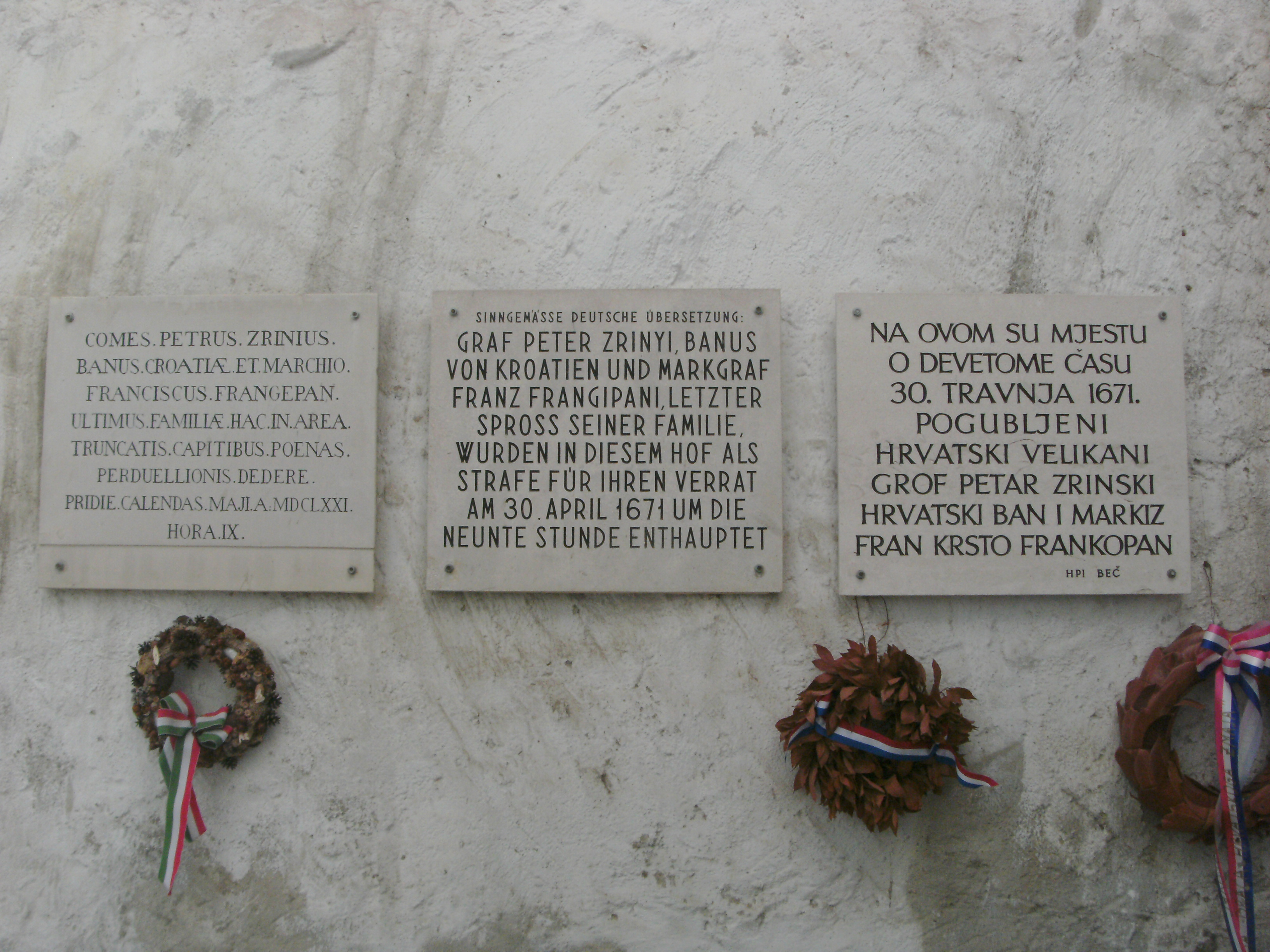
Placas conmemorativas en honor de Frankopan y Zrinski escritas en latín, alemán y croata en Wiener Neustadt.

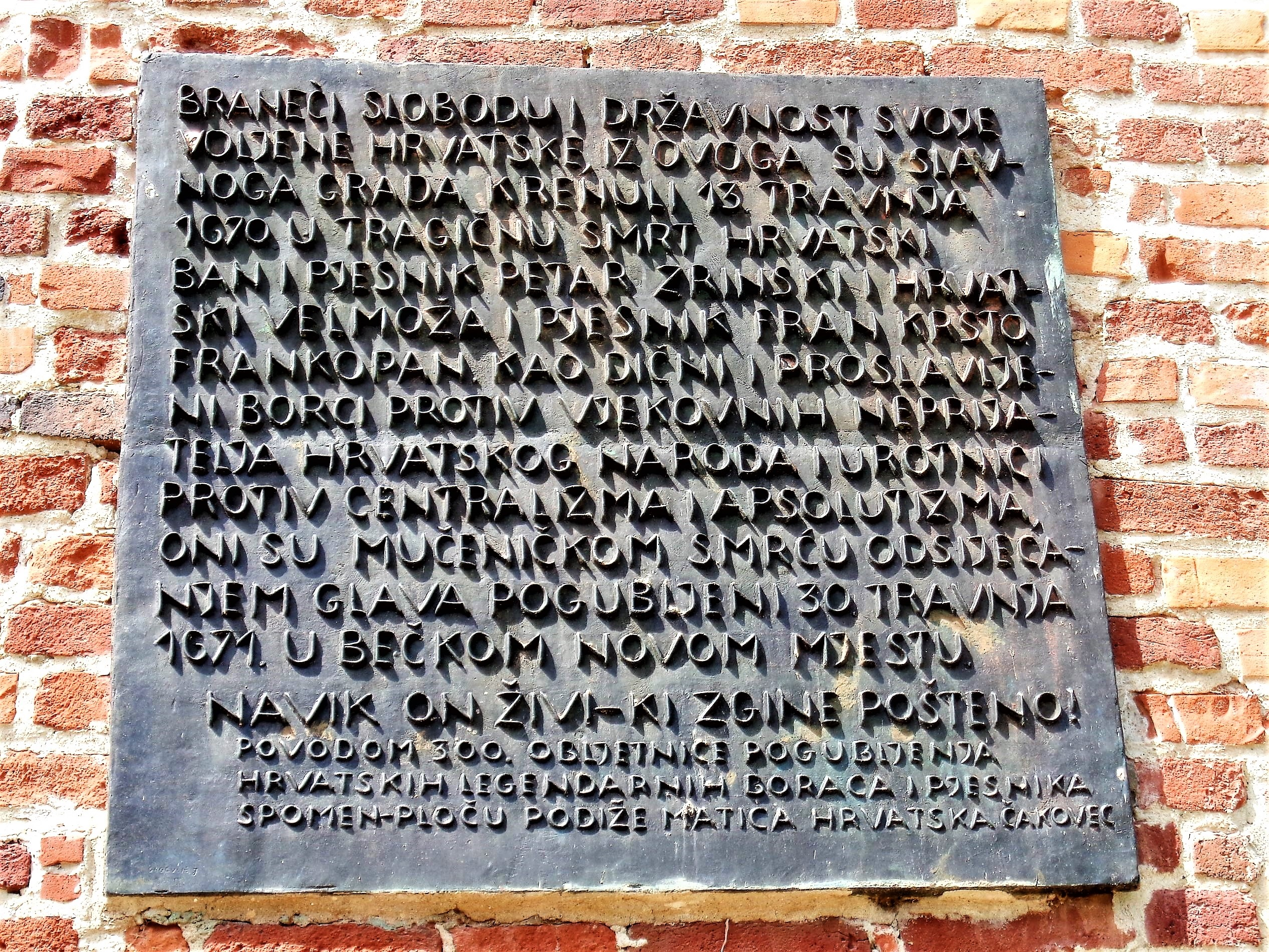
Placa conmemorativa en la entrada del castillo de Zrinski en Čakovec, Croacia.

La represión provocó que varios exsoldados y otros ciudadanos húngaros se alzaran contra el Estado en una especie de guerra de guerrillas. Estos Kuruc ("Cruzada") comenzaron a lanzar incursiones contra el ejército de los Habsburgo estacionado en Hungría. Durante los años siguientes a la represión, los rebeldes kuruc se reunieron en masa para combatir a los Habsburgo; el número de sus fuerzas aumentó hasta 15 000 en el verano de 1672.

### Legado en Croacia
Las conquistas otomanas redujeron el territorio de Croacia a sólo 16 800 km² en 1592. El papa se refirió al país como los «restos de los restos del reino croata» (en latín: Reliquiae reliquiarum regni Croatiae) y esta descripción se convirtió en un grito de guerra de los nobles afectados. Esta pérdida fue una sentencia de muerte para la mayoría de las familias nobles croatas que solo en 1526 votaron que los Habsburgo se convirtieran en reyes de Croacia. Sin ningún territorio que controlar se convirtieron sólo en páginas de la historia. Sólo las familias Zrinski y Frankopan siguieron siendo poderosas porque sus posesiones estaban en la parte occidental de Croacia no conquistada. En la época de la conspiración, controlaban alrededor del 35% de la Croacia civil (1/3 del territorio croata estaba bajo el control directo del emperador como Frontera Militar). Tras el fracaso de la conspiración, estas tierras fueron confiscadas por el emperador, que podía concederlas a su discreción. Nada muestra mejor la situación de Croacia después de la conspiración que el hecho de que entre 1527 - 1670 hubo 13 bans ( virreyes) de Croacia de origen croata. Pero entre 1670 y la revolución de 1848, solo habría 2 vedas de nacionalidad croata. El periodo que va desde 1670 hasta el renacimiento cultural croata en el siglo XIX fue la edad oscura política de Croacia. Desde la conspiración de Zrinski-Frankopan hasta las Guerras de la Revolución Francesa en 1797, no se reclutaron soldados de Istria, donde en el siglo XVII se habían reclutado un total de 3000 soldados.
Sin influencia en la Corte de los Habsburgo, los croatas no estaban en condiciones de exigir la reconquista de los territorios perdidos en la actual Bosnia y Herzegovina (ejemplo: Banja Luka, Bihać, etc.) durante las guerras entre los Habsburgo y los otomanos en los siglos XVII y XVIII, por lo que este territorio ha permanecido fuera del control croata.

## Conspiradores
Los líderes de la conspiración fueron inicialmente ban Nikola Zrinski (virrey del Croacia) y el palatino húngaro Francisco Wesselényi (virrey de Hungría). A los conspiradores se unieron pronto miembros descontentos de las familias nobles de Croacia y Hungría, como el hermano de Nikola Petar, el cuñado de Petar Fran Krsto Frankopan (en italiano: Francesco Cristoforo Frangipani), el príncipe de Transilvania y yerno de Petar Francisco Rákóczi I, el alto juez de la Corte de Hungría Francisco III. Nádasdy, el arzobispo de Esztergom György Lippay y Erazmo Tatenbach, un señor feudal de Steiermark. La conspiración y la rebelión fueron dirigidas en su totalidad por la nobleza.
Nikola Zrinski, György Lippay y Ferenc Wesselényi murieron antes de que se revelara la conspiración. Los restantes líderes Petar Zrinski, Fran Krsto Frankopan y Franz III. Nádasdy fueron ejecutados en 1671. Francisco I Rákóczi fue el único conspirador principal de la conspiración al que se le perdonó la vida, debido a la intervención de su madre Sofía Báthory y al pago de un rescate.